# Téada

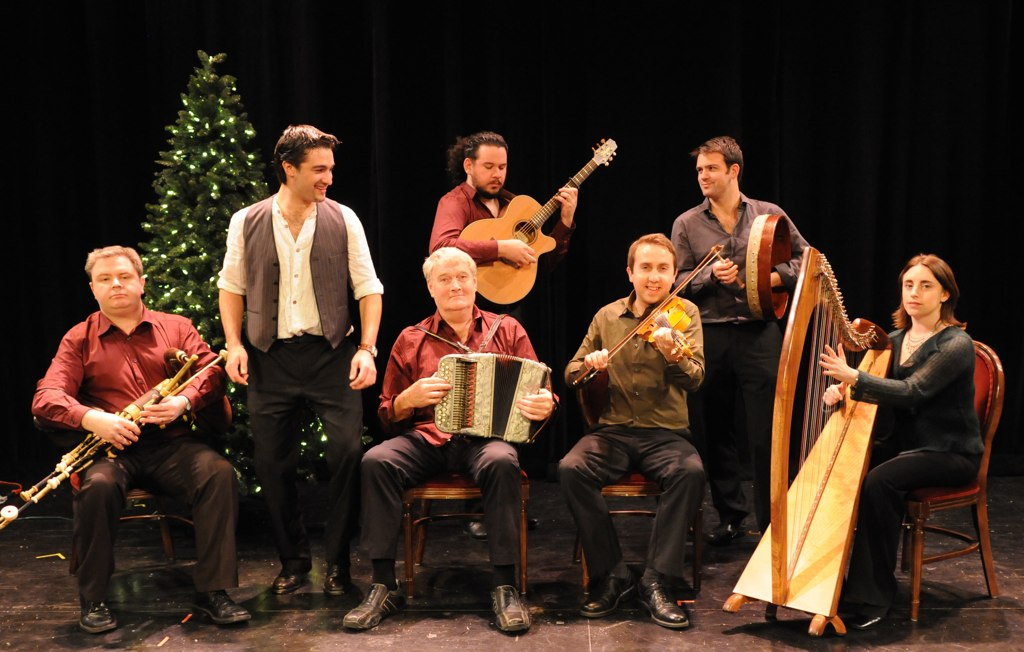
Téada in 2008

Téada is een traditionele muziekgroep uit Ierland. De band bestaat uit vijf leden: Oisin Mac Diarmada, zang en viool, Paul Finn op de button-accordion, Damien Stenson op verschillende fluiten en fluitjes, Seán Mc Elwain op bouzouki, banjo en gitaar en Tristan Rosenstock speelt bodhrán. Téada kwam voor het eerst onder de aandacht door middel van een optreden in de Ierse tv-serie Flosc in 2001. Als Téada brachten ze hun eerste titelloze album en Téada werd door de Ierse krant The Times geprezen voor het behoud van de traditionele vlag op een volle mast.

## Achtergrond bandleden
Seán McElwain afkomstig uit Monaghan, komt uit de rijke muzikale omgeving van County Sligo, Damien Stenson, een voormalige student van Carmel Gunning is bekend om zijn uitgebreide repertoire en vloeiende stijl van spelen. Stenson speelde op een aantal recente albums waaronder de compilatie Obsession deel 2.  Oisin Mac Diarmada is in Clare geboren, maar in Sligo opgegroeid en is afgestudeerd in 1999 aan het Trinity College in Dublin, afdeling Muziek Onderwijs. Hij was All Ireland Champion Fiddle en heeft begeleid bij de Queen Maeve International Summer School in Sligo, alsmede andere traditionele Ierse muziekscholen. Paul Finn is een inwoner van Laois en speelt op de button-accordeon met Téada. Tristan Rosenstock speelt de bodhrán met Téada op alle albums. Hij komt uit Glenageary, aan de zuidkant van County Dublin.  Rosenstock heeft net zijn studie afgerond in Iers en Keltisch op Trinity College in Dublin.

## Verschenen album
- Téada's laatste album Inné Amárach is met de vijf muzikanten: Oisín Mac Diarmada, Paul Finn, Damien Stenson, Seán Mc Elwain and Tristan Rosenstock.

Nummers op het album:
- 1. Lady Montgomery's, Follow Me Down To Carlow, Give The Girl Her Fourpence, Jenny Tie Your Bonnet (reels)
- 2. The Tenpenny Piece, James Kelly's, Comb Your Hair And Curl It (jigs)
- 3. Jamesy Gannon's, McDermott's, Over The Moor To Peggy (march, barndance, reel)
- 4. Tá Dhá Ghabhairín Bhuí Agam, The Shelf (polkas)
- 5. Nóra Críona (air)
- 6. Delia Keane's, The Horse's Leotard, Seán Buí, The Dawn Chorus (jigs)
- 7. The Ebb Tide, Peter Wyer's (hornpipes)
- 8. Sarah's Delight, Paddy Seán Nancy's, The Ireland We Knew, The Ewe Reel (reels)
- 9. Planxty Crilly, Micho Russell's, Mickey Callaghan's (planxty, polka, slide)
- 10. Port Aitheantais na gCaipíní, Johnny's So Long At The Fair (jigs)
- 11. Bonnie Ann, John Kelly's, The Boy In The Boat (reels)

Twee andere albums en Video
- CD - Lá an Dreoilín  - Song - Brid Thomáis Mhurchadha - Hornpipes - The Stepping Stone/An tSeanbhean Bhocht - Reels - The League Reel - JIgs - Tom Cawley's/Tá an Coilleach ag Fógairt an Lae/Rowsome's/Clancy's - Jigs - The Green Blanket/Up Sligo/Up Leitrim
- CD - Téada  - Hornpipes & jigs : Tom O'Connor's/The Joy of My Life/Handy with the Stick -   Barndance & hornpipe - The Chaffpool Post/The Mayday Hornpipe - Hornpipe - Rossinver Braes
- VIDEO Teada in Copenhagen